# Plastic Memories
Plastic Memories (プラスティック・メモリーズ, Purasutikku Memorīzu) est une série d'animation japonaise écrite et créée par Naotaka Hayashi et réalisée par Yoshiyuki Fujiwara. Elle est produite par le studio d'animation Doga Kobo et diffusée entre avril et juin 2015 au Japon sur Tokyo MX et en simulcast dans les pays francophones sur Crunchyroll.

## Synopsis
L’anime traite les thèmes de la rencontre et de la séparation. Dans un monde futuriste, les androïdes ressemblent de plus en plus aux humains. Un jour, la société robotique SAI Corp produit le modèle Giftia, capable de comprendre et ressentir les émotions humaines, mais cette sorte de robots a une durée de vie limitée. Cet animé se concentrera sur le quotidien de Tsukasa Mizugaki qui intègre le service Terminal de SAI Corp chargé de récupérer les Giftia en fin de vie, puis fera équipe avec Isla qui est elle-même une Giftia.

## Personnages
Tsukasa Mizugaki (水柿 ツカサ, Mizugaki Tsukasa)
Voix japonaise : Yasuaki Takumi
Personnage principal de la série, il intègre le service terminal grâce à son père. Partenaire d'Isla, il commencera à s'attacher à elle. Il est d'une nature gentille et généreuse.
Isla (アイラ, Aira)
Voix japonaise : Sora Amamiya
Héroïne de la série, Isla est une Giftia à l'apparence d'une enfant, qui a déjà été quelque temps la partenaire de Kazuki. Sa principale tâche est de faire le thé pour le service. Elle fera connaissance avec Tsukasa, son partenaire, et bien qu'elle ne l'admette pas, commencera à s'attacher à lui.
Michiru Kinushima (絹島 ミチル, Kinushima Michiru)
Voix japonaise : Chinatsu Akasaki
Collègue de travail de Tsukasa, elle est assignée à l'aider et à lui montrer le travail. Elle est la tsundere de la série.
Zack (ザック, Zakku)
Voix japonaise : Sayuri Yahagi
Partenaire de Michiru.
Kazuki Kuwanomi (桑乃実 カヅキ, Kuwanomi Kazuki)
Voix japonaise : Megumi Toyoguchi
Ancienne partenaire de Isla, elle semble être la plus mature, et donne des conseils précieux pour Tsukasa.
Constance (コンスタンス, Konsutansu)
Voix japonaise : Satoshi Hino
Partenaire de Kazuki.
Yasutaka Hanada (縹 ヤスタカ, Hanada Yasutaka)
Voix japonaise : Kenjiro Tsuda
Sherry (シェリー, Sherī)
Voix japonaise : Aimi
Takao Yamanobe (山野辺 タカオ, Yamanobe Takao)
Voix japonaise : Nobuo Tobita
Eru Miru (海松 エル, Miru Eru)
Voix japonaise : Sumire Uesaka

## Anime
La série d'animation est produite par le studio Doga Kobo et réalisée par Yoshiyuki Fujiwara. Le scénario est écrit par Naotaka Hayashi et la musique composée par Mages. Le character design original de okiura (ja) a été adapté à l'animation par Chiaki Nakajima,. La série est diffusée depuis le 4 avril 2015 au Japon sur Tokyo MX, depuis le 9 avril 2015 sur Niconico et en simulcast dans les pays francophones sur Crunchyroll.

### Liste des épisodes
| No | Titre français                             | Titre japonais               | Titre japonais                  | Date de 1re diffusion |
| No | Titre français                             | Kanji                        | Rōmaji                          | Date de 1re diffusion |
| -- | ------------------------------------------ | ---------------------------- | ------------------------------- | --------------------- |
| 1  | Première partenaire                        | はじめてのパートナー         | Hajimete no pātonā              | 4 avril 2015          |
| 2  | Je ne veux pas être une gêne               | 足を引っ張りたくないので     | Ashi o hipparitakunai node      | 11 avril 2015         |
| 3  | Le début de la vie commune                 | 同棲はじめました             | Dōsei hajimemashita             | 18 avril 2015         |
| 4  | Je ne sais pas bien sourire                | うまく笑えなくて             | Umaku waraenakute               | 25 avril 2015         |
| 5  | La promesse que je voulais tenir           | 守りたかった約束             | Mamoritakatta yakusoku          | 2 mai 2015            |
| 6  | Heureux de te revoir                       | 2人で、おかえり              | Futari de, Okaeri               | 9 mai 2015            |
| 7  | Comment inviter une fille à un rendez-vous | 上手なデートの誘い方         | Jōzuna dēto no sasoi-kata       | 16 mai 2015           |
| 8  | Le premier feu d'artifice                  | 知らない花火                 | Shiranai hanabi                 | 23 mai 2015           |
| 9  | Après la fête                              | 祭りの後                     | Matsuri no ato                  | 30 mai 2015           |
| 10 | Nous ne sommes plus partenaires            | もう、パートナーじゃない     | Mō, pātonā janai                | 6 juin 2015           |
| 11 | Le jour de l’omelette au riz               | オムライスの日               | Omuraisu no hi                  | 13 juin 2015          |
| 12 | Les souvenirs se font emporter             | 想い出が埋まってく           | Omoide ga umatte kimasu         | 20 juin 2015          |
| 13 | J'espère qu'on se reverra un jour          | いつかまた巡り会えますように | Itsuka mata meguriae masu yō ni | 27 juin 2015          |

### Génériques
| Épisodes | Début           | Début      | Fin                 | Fin        |
| Épisodes | Titre           | Artiste    | Titre               | Artiste    |
| -------- | --------------- | ---------- | ------------------- | ---------- |
| 1 – 13   | Ring of Fortune | Eri Sasaki | Asayake no Starmine | Asami Imai |

## Manga
Un premier volume adapté de la série intitulé Plastic Memories - Say to good-bye (プラスティック・メモリーズ Say to good-bye) est sorti le 27 avril 2015.